# Михайлов, Александр Викторович
Алекса́ндр Ви́кторович Миха́йлов (24 декабря 1938, Петрозаводск, СССР — 18 сентября 1995, Москва, Российская Федерация) — советский и российский филолог-германист и культуролог,
литературовед, музыковед
, преподаватель и переводчик. Занимался также проблемами философии и социологии искусства (в том числе музыкального). Кандидат искусствоведения, доктор филологических наук, профессор.

## Биография
Родился в Петрозаводске в семье преподавателей Карело-Финского университета. Отец, Виктор Александрович Михайлов, — физик; мать, Вера Ивановна Зыкова, — психолог. В 1944 семья переехала в Москву, где отец стал работать в Военно-воздушной инженерной академии им. Жуковского, а мать в Институте психологии АПН СССР. Закончил романо-германское отделение филологического факультета МГУ, аспирантуру по кафедре теории литературы ВНИИ искусствознания (1964).

### Диссертации
- 1978 — кандидатская «Творчество и реальность в искусстве романтической эпохи (от Фюссли до Вальдмюллера)».
- 1989 — докторская «Диалектика литературной эпохи. Переход от романтизма к реализму в литературах Европы».[1]

### Работа
- 1964—1966 — издательство «Искусство», старший научный редактор в редакции эстетики.[1]
- 1966—1981 — ВНИИ искусствознания, младший научный сотрудник.[1]
- 1981—1995 — Институт мировой литературы, старший научный сотрудник, с ноября 1988 заведующий Отделом комплексных теоретических проблем.[1]
- 1990—1995 — по совместительству профессор в Московской гос. консерватории им. Чайковского, где читал лекции по истории мировой культуры.[1]
- с 1992 — член президиума Комиссии по теории и методологии искусствознания и литературоведения Отделения языка и литературы РАН.[1]

### Труды
Переводчик философско-эстетических и литературно-теоретических текстов XVIII—XX вв. — немецких романтиков, Гёте, Гердера, Жана Поля, Гегеля, Ницше, Хайдеггера, Ауэрбаха, Адорно, М. Вебера, Шеллинга, Бретано. Ответственный редактор ежегодника «Контекст» (с 1989).
Автор философских статей в «Философской энциклопедии», «Философском энциклопедическом словаре», в словарях «Эстетика», «Современная западная философия». Подготовил к изданию роман Л. Тика "Странствия Франца Штернбальда" в серии Литературные памятники (1987, совместно с С. С. Белокриницкой и В. В. Микушевичем).
Издание книги Гёте «Западно-восточный диван» (1988) включает переводы, статьи и комментарии Михайлова.

## Основные работы

### Монографии
- «Эстетика немецких романтиков». / Сост., автор вступ., заключ. и коммент. А. В. Михайлов. — М, 1987 (в сер. «История эстетики в памятниках и документах»)
- Проблемы исторической поэтики в истории немецкой культуры. — М.: Наука, 1989. — 230 с.
- Мартин Хайдеггер: Человек в мире. — М.: Московский рабочий, 1990. — 47 с.
- Хайдеггер М. «Работы и размышления разных лет». / Сост., автор вступ., заключ. и коммент. А. В. Михайлов. — М., 1993
- Гуссерль Э. «Идеи к чистой феноменологии и феноменологической философии». / Сост., автор вступ., заключ. и коммент. А. В. Михайлов. — М., 1994.
- Языки культуры: риторика и история искусств. Ключевые слова культуры. Самоосмысление гуманитарной науки. Учебное пособие по культурологии. — М.: Языки русской культуры, 1997. — 909 с.
- Музыка в истории культуры. — М. : Моск. гос. консерватория им. П. И. Чайковского, 1998.
- Обратный перевод: Рус. и зап.-европ. культура: проблемы взаимосвязей. — М.: Языки русской культуры, 2000.
- Избранное. Историческая поэтика и герменевтика. — СПб.: Издательский дом Санкт-Петербургского государственного университета, 2006. — 560 с.
- Избранное. Завершение риторической эпохи. — СПб.: Издательский дом Санкт-Петербургского государственного университета, 2007. — 480 с.
- Методы и стили литературы. — М.: ИМЛИ РАН, 2008.
- Избранное: Феноменология австрийской культуры. — СПб.: Центр гуманитарных инициатив, 2009. — 392 с.

### Статьи
- Эстетический мир Шефтсбери // Шефтсбери. Эстетические опыты. М., Искусство, 1975. (Составление, перевод и комментарии его же).
- Михайлов А. В. Философия Мартина Хайдеггера и искусство // Современное западное искусство: XX век. — М., 1982;
- Михайлов А. В. Проблема текста // Вопросы философии. — 1984. — № 1;
- Михайлов А. В. О русской традиции // Вопросы философии. — 1988. — № 9;
- Михайлов А. В. Феноменология и её роль в современной философии // Вопросы философии. — 1988. — № 12;
- Михайлов А. В. Проблемы исторической поэтики в истории немецкой культуры. — М., 1989;
- Михайлов А. В. Эстетика и оживление человека // Вопросы философии. — 1991. — № 9;
- Михайлов А. В. Вместо введения // Мартин Хайдеггер. Избранные работы. — М.: «Гнозис», 1993.
- Михайлов А. В. О. Павел Флоренский как философ границы // Вопросы искусствознания. — 1994. — № 11;
- Ирония : [арх. 5 октября 2022] / Михайлов Ал. В. // Излучение плазмы — Исламский фронт спасения. — М. : Большая российская энциклопедия, 2008. — С. 705. — (Большая российская энциклопедия : [в 35 т.] / гл. ред. Ю. С. Осипов ; 2004—2017, т. 11). — ISBN 978-5-85270-342-2.

### Публицистика
- Михайлов А. В. Ангел истории изумлён… // «Новая Юность». — 1996. — № 13-14

### Переводы
- Адорно Т. Избранное: Социология музыки. / Пер. А. В. Михайлова, М. И. Левиной. — М.; СПб.: Университетская книга, 1998. — 445 с. — (Книга света) ISBN 5-7914-0041-1 ISBN 5-7914-0023-3